# Saint-Rémy-de-Provence
Saint-Rémy-de-Provence (in occitano Sant Romieg) è un comune francese di 10 663 abitanti situato nel dipartimento delle Bocche del Rodano della regione della Provenza-Alpi-Costa Azzurra, ed è situato ai piedi delle Alpilles, modesta catena montuosa prealpinica ricoperta di oliveti selvatici.

## Storia
Fondata nel VI secolo a.C. dai greci di Marsiglia, venne distrutta intorno al II secolo a.C., probabilmente dai Teutoni.
Dell'epoca romana conserva nei pressi il Mausoleo dei Giulii, monumento funebre eretto tra il 30 a.C. e il 20 a.C., durante il principato di Augusto, e l'arco di trionfo eretto intorno al 10 d.C. In epoca romana la città ebbe un periodo di floridezza grazie alla sua posizione strategica, lungo la via tra Italia, Francia e Spagna. Gli scavi archeologici hanno portato alla luce anche i resti delle terme, di un monumento absidato, di due templi gemelli, di un santuario dedicato a Ercole e di un teatro.
Ininterrottamente francese sin dall'anno mille, la città deve però notorietà al suo più grande concittadino, Nostradamus, che vi nacque nel 1503, e al grande pittore olandese Vincent van Gogh, che nel 1889-1890 fu ricoverato nel locale manicomio di Saint Paul de Mausole e che dipinse qui alcuni capolavori assoluti quali la Notte stellata, Iris e un celebre autoritratto.

## Società

### Evoluzione demografica
Abitanti censiti

## Amministrazione

### Gemellaggi
- Bientina, dal 1997[3]